# 심야괴담회
《심야괴담회》는 일요일 밤에 MBC에서 방송 중인 공포, 괴기, 괴담 프로그램이다. 파일럿 방송을 시작으로 시즌1, 시즌 2, 시즌3, 시즌4가 정식 방영되었고 시즌5는 2025년 6월 29일에 첫 방영되었다.

## 기획의도
더 강력해져 돌아왔다! 44인의 어둑시니를 만족시킬 최고의 괴 담 꾼을 찾아라! 결선 진출 상금 444,444원! 시청자 투고 괴담을 읽어주는 신개념 스토리텔링 챌린지 프로그램 시즌4.

## 방송 시간
| 방송 채널 | 방송 기간                         | 방송 시간                       | 비고          |
| --------- | --------------------------------- | ------------------------------- | ------------- |
| MBC TV    | 2021년 1월 7일~2021년 1월 9일     | 목요일, 토요일                  | 파일럿(2부작) |
| MBC TV    | 2021년 3월 11일~2021년 6월 17일   | 매주 목요일 밤 10:30~11:20(1부) | 분리 편성     |
| MBC TV    | 2021년 3월 11일~2021년 6월 17일   | 매주 목요일 밤 11:20~11:50(2부) | 분리 편성     |
| MBC TV    | 2021년 6월 24일~2021년 9월 16일   | 매주 목요일 밤 10:20~11:50      | 통합 편성     |
| MBC TV    | 2021년 9월 30일~2021년 12월 23일  | 매주 목요일 밤 11:00~12:30      | 통합 편성     |
| MBC TV    | 2022년 1월 6일~2022년 3월 31일    | 화요일 밤 10:00~11:30           | 통합 편성     |
| MBC TV    | 2023년 7월 4일~2023년 11월 28일   | 매주 화요일 밤 10:00~11:20      | 통합 편성     |
| MBC TV    | 2022년 6월 9일~2022년 7월 7일     | 매주 목요일 밤 11:20~12:40      | 통합 편성     |
| MBC TV    | 2022년 7월 14일~2022년 10월 13일  | 매주 목요일 밤 10:00~11:20      | 통합 편성     |
| MBC TV    | 2022년 10월 20일~2022년 12월 22일 | 매주 목요일 밤 11:10~12:20      | 통합 편성     |
| MBC TV    | 2023년 1월 5일~2023년 2월 23일    | 매주 목요일 밤 10:00~11:10      | 통합 편성     |
| MBC TV    | 2023년 7월 4일~2023년 11월 28일   | 매주 화요일 밤 10:00~11:20      | 통합 편성     |
| MBC TV    | 2024년 6월 23일~2024년 12월 22일  | 매주 일요일 밤 11:00 ~ 12:30    | 통합 편성     |
| MBC TV    | 2025년 6월 29일 ~ 현재            | 매주 일요일 밤 11:00 ~ 12:30    | 통합 편성     |

## 현재 출연자
| 출연자 | 방송 기간                                                       | 방송 회차   | 비고 |
| ------ | --------------------------------------------------------------- | ----------- | ---- |
| 김숙   | 2021년 1월 7일~2022년 3월 31일                                  | 파일럿~48회 |      |
| 김숙   | 2022년 6월 9일~2023년 2월 23일                                  | 49회~81회   |      |
| 김숙   | 2023년 7월 4일~2023년 11월 28일                                 | 82회~101회  |      |
| 김숙   | 2024년 6월 23일~2024년 12월 22일                                | 102회~125회 |      |
| 김숙   | 2025년 6월 29일 ~현재                                           | 126회 ~현재 |      |
| 김구라 | 2021년 3월 11일~2021년 7월 22일 2022년 3월 24일~2022년 8월 25일 | 1회~19회    |      |
| 김구라 | 2021년 8월 5일                                                  | 21회        |      |
| 김구라 | 2022년 8월 12일 ~ 2023년 3월 31일                               | 22회~23회   |      |
| 김구라 | 2022년 6월 9일~2023년 2월 23일                                  | 49회~81회   |      |
| 김구라 | 2023년 7월 4일~2023년 11월 28일                                 | 82회~101회  |      |
| 김구라 | 2024년 6월 23일~2024년 12월 22일                                | 102회~125회 |      |
| 김구라 | 2025년 6월 29일 ~현재                                           | 126회~현재  |      |
| 김아영 | 2023년 7월 4일~2023년 11월 28일                                 | 82회~101회  |      |
| 김아영 | 2025년 6월 29일 ~현재                                           | 126회 ~현재 |      |
| 김호영 | 2024년 6월 23일~2024년 12월 22일                                | 102회~125회 |      |
| 김호영 | 2025년 6월 29일 ~현재                                           | 126회 ~현재 |      |

### 이전 출연자
| 출연진 및 패널 | 방송 기간                        | 방송 회차    | 비고 |
| -------------- | -------------------------------- | ------------ | ---- |
| 신동엽         | 2021년 1월 7일~2021년 1월 9일    | 파일럿       |      |
| 박나래         | 2021년 1월 7일~2021년 1월 9일    | 파일럿       |      |
| 심용환         | 2021년 1월 7일~2021년 6월 17일   | 파일럿 ~14회 |      |
| 심용환         | 2021년 7월 1일~2021년 7월 22일   | 16 ~19회     |      |
| 심용환         | 2021년 8월 5일                   | 21회         |      |
| 심용환         | 2021년 8월 19일~2021년 9월       | 23회~25회    |      |
| 곽재식         | 2021년 1월 7일~2021년 7월 22일   | 파일럿 ~19회 |      |
| 곽재식         | 2021년 8월 5일~2022년 3월 24일   | 21회~47회    |      |
| 허안나         | 2021년 1월 7일~2021년 12월 23일  | 파일럿~39회  |      |
| 허안나         | 2022년 1월 13일~2022년 3월 24일  | 41회~47회    |      |
| 황제성         | 2021년 1월 7일~2021년 12월 23일  | 파일럿~39회  |      |
| 황제성         | 2022년 1월 13일~2022년 3월 24일  | 41회~47회    |      |
| 황제성         | 2023년 7월 4일~2023년 11월 28일  | 82회~101회   |      |
| 김복준         | 2021년 6월 24일                  | 15회         |      |
| 김복준         | 8월 12일                         | 22회         |      |
| 김복준         | 9월 9일                          | 26회         |      |
| 김복준         | 10월 7일~2021년 12월 23일        | 29회~39회    |      |
| 김복준         | 2022년 1월 13일                  | 41회         |      |
| 솔라 (마마무)  | 2022년 6월 9일~2023년 2월 2일    | 49회~78회    |      |
| 이이경         | 2022년 6월 9일~2023년 2월 23일   | 49회~81회    |      |
| 지예은         | 2024년 6월 23일~2024년 12월 22일 | 102회~125회  |      |

## 에피소드 목록

### 시즌 1(2021년)
| 회차       | 방송일    | 내용                                                                    | 게스트                         |
| ---------- | --------- | ----------------------------------------------------------------------- | ------------------------------ |
| 파일럿 1회 | 1월 7일   | 원한령과의 동거, 모텔에서 들리던 소리, 물귀신을 모으는 남자             |                                |
| 파일럿 2회 | 1월 9일   | 잡아당기지 마세요, 아프리카에서 생긴 일, 그날 밤 저수지에서             |                                |
| 1회        | 3월 11일  | 새벽의 동승자, 해피 하우스, 분신사바                                    | 하도권                         |
| 2회        | 3월 18일  | 호텔 지배인, 선물 받은 인형, 특별한 조별 과제, 여덟 번째 트럭           | 하도권                         |
| 3회        | 3월 25일  | 여름날의 자개장, 남미에서 만난 그 아이, 여고괴담, 사촌형의 옥탑방       | 홍윤화                         |
| 4회        | 4월 1일   | 인과응보, 중국 파견근무, 할머니의 선물, 네 것 아니야?                   | 황보라                         |
| 5회        | 4월 15일  | 물 위의 남자, 의과대학 부검실, 신혼집의 다락방                          | 서이숙                         |
| 6회        | 4월 22일  | 내 눈이 어때서, 공수부대 훈련, 신축 빌라 전세 급구, 뒷짐 지고 자는 친구 | 한승연 (카라)                  |
| 7회        | 4월 29일  | 대물림, 군견소대 괴담, 계단 밑 창고, 두 번의 화장                       | 고은아                         |
| 8회        | 5월 6일   | 홍 주임의 비밀, 오사카 민박집, 꼬까신, 안개꽃                           | 이세영                         |
| 9회        | 5월 13일  | 창문으로 들어온 것, 인도네시아 저택, 대수대명                           | 김민규                         |
| 10회       | 5월 20일  | 남자와 자전거, 빗속의 할아버지, 존재하지 않는 시장                      | 정형석                         |
| 11회       | 5월 27일  | 혼숨, 거제도 페건물, 안개 속의 하이힐                                   | 정호근                         |
| 12회       | 6월 3일   | 전주 단독주택 괴담, 파란 얼굴, 얼룩진 원피스                            | 보나 (우주소녀)                |
| 13회       | 6월 10일  | 안암동 고시원 끝방, 오야마 이자카야, 흙 묻은 신발                       | 사유리                         |
| 14회       | 6월 17일  | 곡성 할머니 펜션, 시어머니의 집착, 옷장 위의 여자                       | 강승윤 (위너)                  |
| 15회       | 6월 24일  | 사탄의 사진작가, 친절한 선자씨, 너희가 부활수를 아느냐?                 | 주우재, 김복준 형사            |
| 16회       | 7월 1일   | 1996년의 일주일, 해목령의 절규, 가슴속 무덤                             | 황광희                         |
| 17회       | 7월 8일   | 의정부 사패산 터널, 제주도 B 야영장, 스킨워커 목격담                    | 정성호                         |
| 18회       | 7월 15일  | 뒤돌아보지 마, 망운 귀신, 싸와디카                                      | 신지 (코요태)                  |
| 19회       | 7월 22일  | 택배 왔습니다, 따라오지 마, 우리 애 좀 살려줘                           | 유아 (오마이걸)                |
| 20회       | 7월 29일  | 레전드 특집 닭귀신                                                      |                                |
| 21회       | 8월 5일   | 안경 공장, 그거 사람 아이다, 검은 강                                    | 김강우                         |
| 22회       | 8월 12일  | 새벽의 울림, 하숙집 형, 어둠 속의 2시 47분                              | 전소미, 유병재, 김복준 형사    |
| 23회       | 8월 19일  | 특별임무, 외딴 집, 금강산 호텔                                          | 엄현경, 신지 (코요태)          |
| 24회       | 8월 26일  | 사망 선고, 핏줄, 신입 장례지도사                                        | 이진혁 (업텐션)                |
| 25회       | 9월 2일   | 그녀를 믿지 마세요, 위험한 초대, 해운대 손편지                          | 김영선                         |
| 26회       | 9월 9일   | 죽지 않는 남자, 야간 근무, 한밤의 톨게이트                              | 박하선, 김복준 형사            |
| 27회       | 9월 16일  | 독일 귀신의 집, 복도식 아파트, 논현동 미용실                            | 서신애, 염건령 교수            |
| 28회       | 9월 30일  | 악에서 구원하소서, 볼펜소리, 기숙사의 하얀 손                           | 이은형, 김경일                 |
| 29회       | 10월 7일  | 용인 유령 택시, 통영 모텔에서, 골목길                                   | 정형석, 김복준 형사            |
| 30회       | 10월 14일 | 울산 학성동 월세방, 도와주세요, 외갓집에서                              | 김지은, 김복준 형사            |
| 31회       | 10월 21일 | 대문에 물이 차오를 때, 새벽3시의 타로집, 운전석 그 남자                 | 김동완 (신화), 김복준 형사     |
| 32회       | 10월 28일 | 할머니의 돌탑, 한밤의 소꿉놀이, 사람의 형상                             | 현우, 김복준 형사              |
| 33회       | 11월 4일  | 문틈의 빨간 눈, 할아버지의 약속, 망자의 길                              | 정성호, 김복준 형사            |
| 34회       | 11월 11일 | 가평펜션 정모괴담, 창고의 여자, 목숨앗이                                | 쓰복만, 김복준 형사            |
| 35회       | 11월 18일 | 폐가의 항아리, 꽃상여, 보광동 빌라                                      | 서현철, 김복준 형사            |
| 36회       | 11월 25일 | 일본 슈마리나이 호수, 거울의 방, 뱉으면 안 돼                           | 최유정 (위키미키), 김복준 형사 |
| 37회       | 12월 9일  | 우물이 있는 집, 연못의 구슬, 네 번째 악몽                               | 김승수, 김복준 형사            |
| 38회       | 12월 16일 | 밤 기도, 옥춘, 봤다고 하지 마                                           | 박기웅, 김복준 형사            |
| 39회       | 12월 23일 | 겨울 계절학기, 집에 가는 길, 생명의 소중함                              | MC그리, 김복준 형사            |

### 시즌 1(2022년)
| 회차 | 방송일   | 내용                                                       | 게스트                   |
| ---- | -------- | ---------------------------------------------------------- | ------------------------ |
| 40회 | 1월 6일  | 이거 한번 먹어 봐, 그녀의 자취, 신문배달, 속초에서 생긴 일 | 솔라, 유아, 김재환, 미연 |
| 41회 | 1월 13일 | 피로 맺은 의형제, 살목지, 호랑이 자수                      | 김윤아, 김복준 형사      |
| 42회 | 1월 20일 | 먹을 거다 먹을 거, 물 좀 주세요, 남의 물건                 | 유주, 윤지성             |
| 43회 | 1월 27일 | 왕소나무의 여인, 복덩이, 가락지                            | 이세영, 전건우           |
| 44회 | 2월 24일 | 그날밤 소초에서, 맹신, 나이트 근무                         | 강승윤 (위너), 전건우    |
| 45회 | 3월 3일  | 소주 한 잔, 사라진 시간, 가장 무서운 귀신                  | 강혜원, 윤상             |
| 46회 | 3월 17일 | 빨리 가, 노란 화분, 땅개의 추억                            | 故 문빈, 권은비          |
| 47회 | 3월 24일 | 몽타주, 바라지, 스크린                                     | 박기웅, 제이비           |
| 48회 | 3월 31일 | 시즌 1 스페셜                                              | 김숙                     |

### 시즌 2(2022년)
| 회차 | 방송일    | 내용                                                   | 게스트                          |
| ---- | --------- | ------------------------------------------------------ | ------------------------------- |
| 49회 | 6월 9일   | 응암동 괴담, 그 남자, 도로위 검은 그림자, 너는 내 운명 | 최여진                          |
| 50회 | 6월 16일  | 니자오타깐마, 손 더 게스트, 오사카 스낵바              | 서영희, 전건우                  |
| 51회 | 6월 23일  | 텍사스 스위트홈, 해병대 구치소, 엄마                   | 강유미                          |
| 52회 | 6월 30일  | 검비이자디, 무의도 호룡곡산, 카데바                    | 차준환                          |
| 53회 | 7월 7일   | 배고픈 직장동료, 여름휴가의 악몽, 모텔방 405호         | 황보라                          |
| 54회 | 7월 14일  | 한밤의 줄다리기, 재수 없는 언니, 째깍째깍              | 최예나, 최병모                  |
| 55회 | 7월 21일  | 너의 모든 것, 싸울까 귀신아, 아빠와 숨바꼭질           | 재찬 (DKZ), 옥자연              |
| 56회 | 7월 28일  | 저수지에서, 한여름의 한증막, 교주님이 노하셨다         | 이영은                          |
| 57회 | 8월 4일   | 방해하지 마, 바닷가 앞 연구소, 가위바위보              | 이유비                          |
| 58회 | 8월 11일  | 구독과 좋아요, 매일 그대와, 술래                       | 최영준                          |
| 59회 | 8월 18일  | 살생부, 없는 남자, 오사카 맨션 404호                   | 이원종                          |
| 60회 | 8월 25일  | 사당의 초상화, 일본 텐몬교, 아이 씨 유                 | 주연, 큐 (더보이즈)             |
| 61회 | 9월 1일   | 우리 집, 내 남편의 여자, 마지막 배달                   | 차준호, 바다 (S.E.S.)           |
| 62회 | 9월 15일  | 흑점, 검은 손톱, 시골 과학관                           | 테이, 서유리                    |
| 63회 | 9월 22일  | 빨간 여자, 심야버스, 저주대행                          | 정영주                          |
| 64회 | 9월 29일  | 여자를 구합니다, 사내 연애, 아파트 담력체험            | 이주승                          |
| 65회 | 10월 6일  | 귀문, 심야 식당, 관악산 무당골                         | 송경아, 츠키 (Billlie)          |
| 66회 | 10월 13일 | 놀이공원에서, 고양이 인형, 불청객                      | 김윤아 (자우림), 정성호         |
| 67회 | 10월 20일 | 폐차장에서, 아라뱃길, 내 짝꿍                          | 박효주, 이예림                  |
| 68회 | 10월 27일 | 신병, 고양이는 건드리지 마, 귀향                       | 연우, 엄지윤                    |
| 69회 | 11월 10일 | 가족사진, 단명, 연애운                                 | 김준수 (JYJ), 랄랄              |
| 70회 | 11월 17일 | 행운을 부르는 꿈, 핫썸머, 사자의 복수                  | 윤박, 정이랑                    |
| 71회 | 12월 8일  | 벽간소음, 살목지2, 티얼스                              | 츄, 김민교                      |
| 72회 | 12월 15일 | 배냇저고리, 우리 집으로 가자, 히치하이커               | 조권 (2AM), 엄지윤              |
| 73회 | 12월 22일 | 필리핀 A 리조트, 미숙 언니, 심야 배달                  | 김요한 (위아이), 소유진, 홍윤화 |

### 시즌 2(2023년)
| 회차 | 방송일   | 내용                                         | 게스트                    |
| ---- | -------- | -------------------------------------------- | ------------------------- |
| 74회 | 1월 5일  | 목격자를 찾습니다, 치악산, 영웅              | 권혁수, 디바 제시카, 청하 |
| 75회 | 1월 12일 | 나의 룸메이트 언니, 동티, 산기도             | 서이숙, 영재 (GOT7)       |
| 76회 | 1월 19일 | 손을 든 아이, 아홉 위, 까마귀거지            | 류승수                    |
| 77회 | 1월 26일 | 날 부르는 소리, 한낮의 기담, 미혹            | 차선우, 윤보미(에이핑크)  |
| 78회 | 2월 2일  | 출근했어요, 자살귀, 터의 용도                | 정혁, 문별 (마마무)       |
| 79회 | 2월 9일  | BOQ독서실, 절대 말하지 마, 팔공산 폐모텔     | 주현영, 이준혁            |
| 80회 | 2월 16일 | 한 지붕 세 가족, 혜화동 소극장, 내 눈에 캔디 | 허안나, 황제성            |
| 81회 | 2월 23일 | 시즌 2 스페셜                                | 재찬 (DKZ), 츄            |

### 시즌 3(2023년)
| 회차  | 방송일    | 내용                                      | 게스트                        |
| ----- | --------- | ----------------------------------------- | ----------------------------- |
| 82회  | 7월 4일   | 기 센 여자, 금룡반점, 귀신 택시           | 김호영                        |
| 83회  | 7월 11일  | 하우스 메이드, 큰이모 집, 터널 끝에서     | 오대환                        |
| 84회  | 7월 18일  | 이키난교, 하수구에서, 대박식당            | 공민정                        |
| 85회  | 7월 25일  | 향 꺼진 날, 운명, 하얀 집                 | 이미도                        |
| 86회  | 8월 1일   | 작살, 강남 도깨비, 신벌                   | 아이비                        |
| 87회  | 8월 8일   | 틈, 소원, 잃은 날                         | 원진, 구정모 (크래비티)       |
| 88회  | 8월 15일  | 아홉 장의 부적, 나쁜 아빠, 나의 신부      | 김선영                        |
| 89회  | 8월 22일  | 핸드폰, 옥반지, 원피스만 입는 여자        | 주현영, 장광                  |
| 90회  | 8월 29일  | 냄새, 강남양옥집, 시집살이                | 유선호                        |
| 91회  | 9월 5일   | 안경공장2, 피토하는 아이, 아무도 없었다   | 송진우                        |
| 92회  | 9월 12일  | 초라한 장례식, 러브 다이브, 불속의 여자   | 허영지 (카라) 민희 (크래비티) |
| 93회  | 9월 19일  | 수상한 이웃, 운수대통, 귀신 낚시          | 조재윤                        |
| 94회  | 10월 10일 | 전학생 황민지, 식장산, 낯선 미진씨        | 곽범, 권혁수                  |
| 95회  | 10월 17일 | 방탈출, 한밤중에 콜센터, 산속에서         | 안세하                        |
| 96회  | 10월 24일 | 엄마 말 들어야지, 꽃을 든 남자, 언니 소원 | 정영주                        |
| 97회  | 10월 31일 | 이름이 뭐예요, 낚시명당, 돌아올거야       | 강홍석                        |
| 98회  | 11월 7일  | 공기놀이, 또다른 가족, 내 딸 못봤어요?    | 길해연                        |
| 99회  | 11월 14일 | 같은 꿈, 빨간 원피스, 기숙사 403호        | 이세영                        |
| 100회 | 11월 21일 | 100회 특집                                |                               |
| 101회 | 11월 28일 | 시즌 3 스페셜                             | 홍윤화                        |

### 시즌 4(2024년)
| 회차  | 방송일    | 내용                                                            | 게스트          |
| ----- | --------- | --------------------------------------------------------------- | --------------- |
| 102회 | 6월 23일  | 비디오 테이프, 시골 고시원, 할아버지 스토커                     | 문정희          |
| 103회 | 6월 30일  | 아팃의 경고, 허수아비 강령술, 숨통                              | 이무진          |
| 104회 | 7월 7일   | 낙동강 돌탑, 야근금지, 301호 아주머니                           | 찬희(SF9)       |
| 105회 | 7월 14일  | 생인제사,유배지에서 온 콜, 개구리집                             | 진우            |
| 106회 | 7월 21일  | 천재 살인마,평화 빌라,십원짜리 동전                             | 김재중 (JYJ)    |
| 107회 | 8월 11일  | 열지말아야 할 것, 상세불명 심정지, 창문 없는 집                 | 김주령          |
| 108회 | 8월 18일  | 너도 아파봐라, 언니, 대만 5성급 호텔                            | 안예은          |
| 109회 | 8월 25일  | 코케시, 올케언니, 울부짖는 매트리스                             | 이엘            |
| 110회 | 9월 1일   | 응급구조사, 수원 원룸, 흔행이 고개                              | 정형석          |
| 111회 | 9월 8일   | 고수레, 할머니의 선행, 만삭                                     | 정동원          |
| 112회 | 9월 22일  | 운명, 원피스만 입는 여자, 가슴속 무덤, 자살귀, 복덩이           |                 |
| 113회 | 9월 29일  | 뒷산, 운구알바, 한강귀신                                        | 한해            |
| 114회 | 10월 6일  | 북소리, 종이학, 종합병원 기숙사                                 | 김병옥          |
| 115회 | 10월 13일 | 내 머리가 길어진 날, 머리 묶는 여자, 당신이 가지고 가야 할 것은 | 태연 (소녀시대) |
| 116회 | 10월 20일 | 마왕, 구디의 밤, 틈새                                           | 넉살            |
| 117회 | 10월 27일 | 펜션의 여자, 관계자 외 출입금지, 도화살                         | 장혜진          |
| 118회 | 11월 3일  | 암실,혓바닥,탈출                                                | 적재            |
| 119회 | 11월 10일 | 패밀리 레스토랑, 이 사진 좀 봐주세요, 들켰어?                   | 임주환,김기방   |
| 120회 | 11월 17일 | 대학생 단기알바, 유전, 동승자                                   | 조희봉          |
| 121회 | 11월 24일 | 대문밖의 여자, 솔담배, 나여기 있어                              | 박지민          |
| 122회 | 12월 1일  | 토종 백숙집,끝나지 않는 벌전, 맞혀봐                            | 박경혜          |
| 123회 | 12월 8일  | 만신 ,박복한 여인, 재희에게                                     | 황석정          |
| 124회 | 12월 15일 | 뒤바뀐 운명, 동초, 옆집 누나                                    | 정석용          |
| 125회 | 12월 22일 | 시즌4 스폐셜                                                    |                 |

### 시즌 5(2025년)
| 회차  | 방송일   | 내용                                 | 게스트 |
| ----- | -------- | ------------------------------------ | ------ |
| 126회 | 6월 29일 | 폐온천, 주카이섬                     | 박혁권 |
| 127회 | 7월 6일  | 솔치고개, 내딸성이, 히나 마츠리      | 윤세아 |
| 128회 | 7월 13일 | 딸랑 딸랑, 명, 여동생                | 김원훈 |
| 129회 | 7월 20일 | 소리의 저주, 경고의 의미, 상주도우미 | 허경환 |
| 130회 | 7월 27일 | 귀신 알바, 또 해봐, 큰손님           | 류혜영 |
| 131회 | 8월 3일  | 폐차장, 얼굴, 재수없는 아이          | 장영남 |
| 132회 | 8월 10일 | 상도문, 암사마귀, 그날의 가위        | 이정현 |
| 133회 | 8월 17일 | 9012번, 상문, 삼재                   | 윤종훈 |
| 134회 | 8월 24일 |                                      | 장혜진 |

## 제작진
- PD: 임채원, 김호성, 한율
- 작가: 남수희, 유경혜
- 기획: 김재영

## 일부 지역 자체 방송
- 부산 MBC: 시사포커스 IN
- 광주 MBC: 문화콘서트 난장

## 결방 및 편성 변경 안내
- 2021년
  - 3월 25일: 2020 도쿄 올림픽 기념 축구 국가 대표 친선경기 《대한민국 VS 일본》 중계로 인해 밤 11시로 편성.
  - 4월 8일: MBC 수목드라마 《오! 주인님》 (5회, 6회 2회 연속), 《안싸우면 다행이야》 재방송 편성으로 인한 결방.
  - 9월 23일: 《극한데뷔 야생돌》편성으로 인한 결방.
  - 11월 18일: MBC 스포츠 2021년 한국시리즈 《KT 위즈 vs 두산 베어스》 중계, 《뉴스데스크》로 인한 지연 편성
  - 12월 2일: 창사 60주년 특집다큐 이용마의 마지막리포트 편성으로 인한 결방.
  - 12월 30일: 《2021 MBC 연기대상》 시상식 중계방송으로 인한 결방.
- 2022년
  - 2월 3일: 《방과후 설렘》 특별활동 편성으로 인한 결방.
  - 2월 10일~2월 17일: 《2022 베이징 동계 올림픽》 중계방송으로 인한 결방.
  - 3월 10일: 《2022 대선특집 승부》 1부 편성으로 인한 결방.
  - 9월 8일: 추석특집 TV무비 멧돼지 사냥 편성으로 인한 결방.
  - 11월 3일: 이태원 압사 사고 참사 여파로 다큐플렉스 스페셜 전원일기 2021 4부 편성으로 인한 결방.
  - 11월 24일~12월 1일: 2022 카타르 월드컵 중계방송으로 인한 결방.
  - 12월 29일: 《2022 MBC 방송연예대상》 시상식 중계방송으로 인한 결방.
- 2023년
  - 9월 19일: 《항저우 아시안 게임》 《대한민국 VS 쿠웨이트》 중계방송 편성 및 10시 30분 변경.
  - 9월 26일~10월 3일: 《항저우 아시안 게임》 중계방송으로 인한 결방.
- 2024년
  - 7월 28일 ~ 8월 4일: 《2024 파리 올림픽》 중계방송으로 인한 결방
  - 9월 15일: 추석특집 《나혼자산다》 편성으로 인한 결방

## 같이 보기
관련 항목
- 괴담

방송 프로그램
- 신비한TV 서프라이즈(MBC TV)
- 백만불 미스터리(SBS TV)
- 세계 다크투어(JTBC)
- 천 개의 비밀 어메이징 스토리(채널A)
- 차트를 달리는 남자(KBS Joy)